# Fene (parroquia)
Fene(llamada oficialmente San Salvador de Fene) es una parroquia y una localidad española del municipio de Fene, en la provincia de La Coruña, Galicia.

## Entidades de población
Entidades de población que forman parte de la parroquia:
- Cádavo
- Casanova
- Chamoso
- Conces de Abaixo
- Conces de Arriba
- Fene
- Fonte do Campo
- Formosende
- As Foxas
- O Regueiro
- Porta do Sol
- Revolta
- San Paio
- Santa Ana
- Sartego
- Tellado
- Tellerías
- Vista Alegre

## Demografía

### Parroquia
| Gráfica de evolución demográfica de Fene (parroquia) entre 2000 y 2019 |
|                                                                        |
| Datos según el nomenclátor publicado por el INE.                       |

### Localidad
| Gráfica de evolución demográfica de Fene (localidad) entre 2000 y 2019 |
|                                                                        |
| Datos según el nomenclátor publicado por el INE.                       |